# Brokadglas
Brokadglas, eller pärlemorglas, framställs genom att ännu plastisk glasmassa doppas ner i glimmerbrokat (bronsfärg) och sedan ges ett överdrag av ofärgat glas, varpå glasföremålet blåses färdigt. Alternativt uppvärms färdiga föremål under lång tid till rödglödgning varigenom glaset blir opalartat och ogenomskinligt varefter föremålet ges överdraget av ofärgat glas.